# Comercial Atlético Clube
Il Comercial Atlético Clube, noto anche semplicemente come Comercial, è una società calcistica brasiliana con sede nella città di Campo Maior, nello stato del Piauí.

## Storia
Il club è stato fondato il 21 aprile 1945. Il Comercial ha vinto il Campeonato Piauiense Segunda Divisão nel 2004 e il Campionato Piauiense nel 2010. Ha partecipato alla Coppa del Brasile nel 2011, dove è stato eliminato al primo turno dal Palmeiras, e nel 2012, dove è stato eliminato al primo turno dal Fortaleza, e al Campeonato Brasileiro Série D nel 2011 e nel 2012.

## Palmarès

### Competizioni statali
- Campionato Piauiense: 1

2010
- Campeonato Piauiense Segunda Divisão: 2

2004, 2022